# Rio Ixcán
Rio Ixcán é um rio centro-americano da Guatemala.